# Eesti Raadio
Eesti Raadio (ER) war die öffentlich-rechtliche Hörfunkanstalt Estlands. Eesti Raadio produzierte die vier Hörfunkprogramme Vikerraadio, Radio 2, Klassikaraadio und Raadio 4. Zum 1. Juni 2007 ist das ER in der Eesti Rahvusringhääling (ERR) aufgegangen.
Ebenso wie das ERR gehörte das ER der EBU an.